# Calvin Watson
Calvin Watson (6 de enero de 1993) es un ciclista australiano. Debutó en 2012 con el equipo Jayco-AIS y se retiró en 2018 tras la desaparición de su último equipo, el Aqua Blue Sport.

## Palmarés
2013
- Herald Sun Tour

## Resultados en Grandes Vueltas
| Carrera | Carrera         | 2012 | 2013 | 2014 | 2015  | 2016 | 2017 | 2018 |
| ------- | --------------- | ---- | ---- | ---- | ----- | ---- | ---- | ---- |
|         | Giro de Italia  | —    | —    | —    | 151.º | —    | —    | —    |
|         | Tour de Francia | —    | —    | —    | —     | —    | —    | —    |
|         | Vuelta a España | —    | —    | —    | —     | —    | —    | —    |

—: no participa

Ab.: abandono